# Tamara Iwaniutina
Tamara Antonowna Iwaniutina z d. Maslienko (ros. Тамара Антоновна Иванютина; ur. 1941 w Tule, zm. 6 grudnia 1990 w Kijowie) – radziecka seryjna morderczyni zwana Kijowską trucicielką. W latach 1976–1987 zamordowała w Kijowie 9 osób.

## Życiorys
Pochodziła z ubogiej, wielodzietnej rodziny, była córką Antona Mitrofanowicza Maslienko i Marii Fiodorownej. Po ukończeniu szkoły wyszła za mąż za kierowcę ciężarówki. Mąż zmarł cztery miesiące po ślubie, a Tamara odziedziczyła po nim mieszkanie i wyszła drugi raz za mąż za Olega Iwaniutina. Po zamordowaniu teściów odziedziczyła wiejski dom i działkę, na której zaczęła hodować świnie. Aby zdobyć karmę dla świń, zdecydowała się podjąć pracę w szkolnej stołówce. We wrześniu 1986, dzięki sfałszowanym dokumentom, rozpoczęła pracę pomywaczki w szkole podstawowej nr 16 w Kijowie.

## Śledztwo
W dniach 17–18 marca 1987 kilku uczniów oraz nauczycieli pracujących w szkole 16 trafiło do szpitala z objawami ciężkiego zatrucia pokarmowego. Wkrótce zmarły cztery osoby (nauczyciel, pracujący w szkole mechanik i dwóch uczniów szóstej klasy), a kolejne 9 osób leczono na intensywnej terapii. Lekarze początkowo zdiagnozowali u chorych infekcję jelitową, ale ofiarom wypadały włosy, co sugerowało zatrucie środkiem chemicznym,
Śledztwo ujawniło, że wszystkie osoby hospitalizowane w dniu 16 marca zjadły w szkolnej stołówce wątróbkę z kaszą gryczaną, co spowodowało nagłe pogorszenie ich stanu zdrowia. Jedną z przyjętych w śledztwie hipotez było zatrucie trutką na szczury, która przypadkiem znalazła się w kuchni. Podejrzenia wzbudził fakt, że odpowiedzialna za jakość żywienia w stołówce Natalia Kucharenko zmarła dwa tygodnie wcześniej, a lekarz zdiagnozował u niej zaburzenia pracy serca, mimo iż wcześniej na nic się nie uskarżała. Okoliczności śmieci Kucharenki budziły wątpliwości śledczych, którzy podjęli decyzję o ekshumacji jej ciała. W czasie autopsji wykryto w ciele zmarłej ślady talu. Przeszukano mieszkania wszystkich osób, pracujących w stołówce, a w domu Iwaniutiny, w jej maszynie do szycia marki Singer znaleziono niewielki słoik z toksyczną substancją o nazwie Clerici, stosowaną w pracach geologicznych. Iwaniutina została aresztowana i przyznała się do zatrucia uczniów, których chciała ukarać za to, że zabierali do domu resztki jedzenia dla zwierząt domowych. W toku śledztwa Iwaniutina zmieniła zdanie, twierdząc, że zeznania zostały na niej wymuszone. Mąż Tamary, Oleg, zeznał, że jego żona zamierzała podtruwać i zniechęcić dzieci do jedzenia w stołówce, aby mogła z niej wynosić więcej żywności. Zamordowana wcześniej Natalia Kucharenko krytykowała Iwaniutinę, grożąc, że zostanie zwolniona.
W toku śledztwa ustalono, że rodzina Iwaniutiny, w tym jej rodzice i siostra wcześniej dokonywały zabójstw skłóconych z nimi osób, przy pomocy płynu Clerici, zawierającego związki talu. Wśród ofiar był mąż i szwagier Tamary oraz jej sąsiad, który denerwował rodzinę, bo zbyt głośno oglądał telewizję. Truciznę dostarczył zaprzyjaźniony pracownik Instytutu Geologii, przekonany, że będzie wykorzystana do deratyzacji. Ofiarą morderczej rodziny padło 40 osób, z czego 13 zmarło. Tamara Iwaniutina osobiście doprowadziła do śmierci dziewięć osób, kolejne dwadzieścia próbowała otruć.

## Wyrok i śmierć
Proces trwał kilka miesięcy. Iwaniutina w ostatnim słowie przyznała się do zarzucanych czynów, ale nie prosiła o wybaczenie rodziny swoich ofiar twierdząc, że tak została wychowana. Wszyscy oskarżeni zostali uznani za winnych serii zabójstw i usiłowania zabójstw. Tamara Iwaniutina została skazana na karę śmierci, jej siostra Nina na 15 lat więzienia, a ojciec i matka odpowiednio na 10 i 13 lat więzienia. Iwaniutina została stracona strzałem w tył głowy w więzieniu w Kijowie. Była ostatnią kobietą w dziejach ZSRR straconą przez rozstrzelanie.